# Forma lógica
A forma lógica, forma de um argumento, ou simplesmente forma, é a representação de suas sentenças usando a gramática formal e o simbolismo de um sistema lógico para mostrar sua semelhança com todos outros argumentos do mesmo tipo.
Encontrar a forma lógica de uma sentença consiste basicamente em tirar todo o conteúdo desnecessário da oração (como gênero e forma passiva) e substituir todas as expressões especificas do assunto do argumento por variáveis  esquemáticas, fazendo assim uma conversão da expressão escrita em português, ou em outra língua, para a linguagem da lógica. Desta forma, por exemplo, a expressão "todo A é B" mostra a forma lógica comum às sentenças "todo humano é mortal", "todo gato é carnívoro", "todo grego é filosofo", etc.

## História
Já na antiguidade clássica reconhece-se que o conceito de forma é fundamental para a lógica. Aristotéles foi provavelmente o primeiro a empregar letras como variáveis para representar sentenças validas (nas Primeiras Analíticas). (Razão pela qual Lukasiewicz disse que a introdução das variáveis foi "uma grande invenção de Aristóteles").
De acordo com os seguidores de Aristóteles (como Ammonius, o Peripatético) apenas os princípios lógicos declarados de forma esquemática pertencem à lógica, e não aqueles dado por termos concretos. O termo concreto homem, mortal etc são análogos para o valor de substituição das variáveis esquemática 'A', 'B', 'C', que são chamadas de 'assunto' (do Grego hyle, do Latin materia) para o argumento.

## Exemplo
Os argumentos lógicos, em geral, possuem uma certa forma (estrutura). Uma estrutura pode ser criada a partir da substituição de palavras diferentes ou sentenças, que geram uma substituição de letras (variáveis lógicas) ao logo das linhas da álgebra.
Um exemplo de um argumento:
(1) Todos os humanos são mentirosos. João é humano. Logo, João é mentiroso.
Podemos reescrever o argumento separando cada sentença em sua determinada linha:
(2) Todo humano é mentiroso.
(3) João é humano.
(4) Logo, João é mentiroso.
Substituimos os termos similares de (2-4) por letras, para mostrar a importância da noção de forma de argumento a seguir:
(5) Todo H é M.
(6) J é H.
(7) Logo, J é M.
O que fizemos em C foi substituir "humano" por "H", "João" por "J" e "mentiroso" por "M", como resultado dessas alterações temos que (5-7) é uma forma do argumento original (1), ou seja (5-7) é a forma de argumento de (1). Além disso, cada sentença individual de (5-7) é a forma de sentença de uma respectiva sentença em (1).
Vale enfatizar que quando dois ou mais argumentos têm a mesma forma, se um deles é válido, todos os outros também são, e se um deles é inválido, todos os outros também são.